# Station Vyl
Station Vyl refererer til den fyrskibsafmærkning, der tidligere har sikret søfarten mod grundstødning på den lavvandede grund Vyl. Grunden ligger lidt syd for Horns Rev Havmøllepark og ca. 40 km vest for Esbjerg.
Det gamle Motorfyrskib nr. 1 har tidligere ligget der, men i dag ligger der en lystønde.

## Eksterne Links
- Historisk atlas Danmark (Vælg Søkort)
- Motorfyrskib 1 Arkiveret 10. juni 2013 hos  Wayback Machine